# Jensens rog
De Jensens rog (Amblyraja jenseni) is een vissensoort uit de familie van de Rajidae. De wetenschappelijke naam van de soort is voor het eerst geldig gepubliceerd in 1950 door Bigelow & Schroeder. De soortnaam verwijst naar de Deense zoöloog Adolf Severin Jensen.